# Piney (Aube)
Piney ist eine französische Gemeinde mit 1417 Einwohnern (Stand 1. Januar 2022) im Département Aube in der Region Grand Est; sie gehört zum Arrondissement Troyes und zum Kanton Brienne-le-Château. Der Bahnhof Piney lag an der Bahnstrecke Troyes–Brienne-le-Château.

## Bevölkerungsentwicklung
| Jahr      | 1962 | 1968 | 1975 | 1982 | 1990 | 1999 | 2008 |
| Einwohner | 978  | 1005 | 1037 | 1112 | 1124 | 1226 | 1255 |

## Sehenswürdigkeiten
- Kirche Saint-Martin
- Kirche Saint-Germain im Ortsteil Villevoque
- Friedhofskapelle Notre-Dame-des-Ormes
- Kirche Assomption-de-la-Viege (Mariä Himmelfahrt) im Ortsteil Brantigny
- Kirche Saint-Didier im Ortsteil Villiers-le-Brûlé
- Markthalle, erbaut im 16. Jahrhundert (Monument historique)